# Micropanchax ehrichi
Micropanchax ehrichi es una especie de pez de la familia de los pecílidos en el orden de los ciprinodontiformes.
Los machos pueden alcanzar los 4 cm de longitud total.

## Distribución geográfica
Se encuentran en África: Malí.